# Tomás de Berlanga
Tómaso Berlanga, také Fray Tomás de Berlanga (1487 Berlanga de Duero, Soria – 8. srpna 1551, tamtéž) byl španělský biskup, cestovatel a objevitel ostrovů Galapágy. Po roce 1530 působil v Panamě jako čtvrtý biskup.
Narodil se v Berlangu de Duero v provincii Soria ve Španělsku. V roce 1535 se plavil do Peru urovnat spor mezi Franciscem Pizarrem a jeho vojenskými vůdci po dobytí incké říše. Jeho loď se při plavbě dostala na volné moře, kde ji mořské proudy nesly stále na západ do Tichého oceánu. Dne 10. března 1535 přistál u neznámých ostrovů, které Berlanga nazval Islas Galapágos. O objevu poslal zprávu císaři Svaté říše římské a králi Španělska Karlu V.